# Laguna de Sonso
La Laguna de Sonso o del Chircal es un cuerpo de agua situado en el departamento de Valle del Cauca, Colombia, a unos 65 kilómetros al norte de la ciudad de Cali.

## Características
La Laguna de Sonso abarca 14,1 kilómetros cuadrados en los municipios de Buga, Yotoco y Guacarí, en la margen derecha del río Cauca. Es un sistema natural de regulación de este último. Desde 1987 es una reserva natural, que abarca 2045 hectáreas divididas en 745 hectáreas en zona lagunar y 1300 hectáreas en zona amortiguadora.
Dentro de la fauna existente en la laguna, se encuentran varias especies de aves incluidos buitres de ciénaga, águilas pescadoras y la garzas ganaderas. Entre los mamíferos, hay zarigüeyas comunes, vampiros comunes y chigüiros. Los peces más frecuentes son: bocachicos, chámburos, caracolíes, raudas y chambibes.
En cuanto a la flora, las especies arbustibas más comunes son: la mata de garza, las gamíneas y los juncos.